# 잉그리드 헤블러

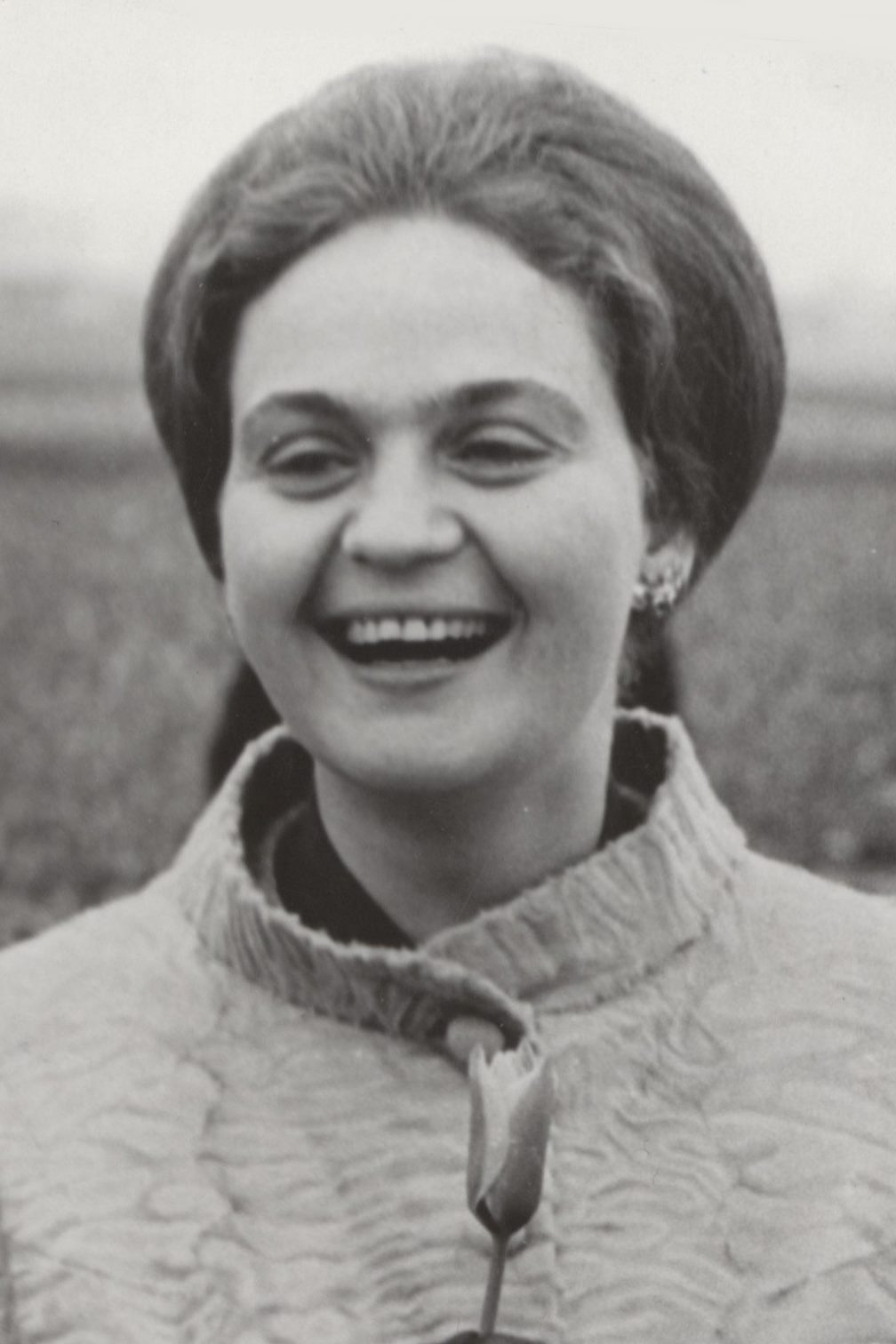
잉그리드 헤블러

잉그리드 헤블러(독일어: Ingrid Haebler, 1929년 6월 20일~2023년 5월 14일)는 오스트리아의 피아니스트이다.
오스트리아 빈 태생으로, 어머니의 교육을 받고 6세 때부터 피아노·작곡·음악이론을 공부한 이후에 잘츠부르크의 모차르테움과 빈 음악원에 입학하였다. 1954년, 제1회 슈베르트 콩쿠르 제1위에 입상하였고, 1958년 디스크대상(大賞)을 수상하였다. 니키타 마가로프, 마거릿 롱에게서도 배웠다. 레코드는 모차르트 작품이 제일 많은데, 슈베르트나 하이든의 작품 연주도 양심적이며 깨끗한 맛이 있다. 변덕스런 데나 불안정한 데가 없고, 따뜻한 내용을 느낄 수 있다는 평을 듣는다.

## 참고 문헌
- 이 문서에는 다음커뮤니케이션(현 카카오)에서 GFDL 또는 CC-SA 라이선스로 배포한 글로벌 세계대백과사전의 내용을 기초로 작성된 글이 포함되어 있습니다.